# Anne Gulbrandsenová
Anne Gulbrandsenová (* 17. února 1994) je norská rychlobruslařka.
Od roku 2011 se účastnila Světového poháru juniorů, v seniorském Světovém poháru debutovala roku 2017. Prvního velkého šampionátu se zúčastnila v roce 2018, kdy získala na Mistrovství Evropy 2018 bronzovou medaili v týmovém sprintu.